# Canton de Sarreguemines-Campagne
Le canton de Sarreguemines-Campagne est une ancienne division administrative française qui était située dans le département de la Moselle et la région Lorraine.

## Géographie
Le canton de Sarreguemines-Campagne est l'un des rares cantons français dont le chef-lieu n'était pas situé dans le canton.

## Histoire
Le canton de Sarreguemines-Campagne fut créé en 1985.
En 2015, les cantons de Sarreguemines-Campagne et de Sarreguemines fusionnent en raison du redécoupage cantonal.

## Représentation
| Période | Période | Identité     | Étiquette | Qualité                                                                     |
| ------- | ------- | ------------ | --------- | --------------------------------------------------------------------------- |
| 1985    | 1998    | Hubert Roth  | app. RPR  | Hôtelier et restaurateur, maire de Hambach (1989-2001                       |
| 1998    | 2015    | Jean Karmann | DVD       | Professeur, maire de Rouhling (1983-2020) Vice-Président du Conseil général |

## Composition
Le canton de Sarreguemines-Campagne groupe 21 communes et compte 26 737 habitants (recensement de 2011 sans doubles comptes).
| Communes                   | Population (2012) | Code postal | Code Insee |
| -------------------------- | ----------------- | ----------- | ---------- |
| Bliesbruck                 | 1 012             | 57200       | 57091      |
| Blies-Ébersing             | 610               | 57200       | 57092      |
| Blies-Guersviller          | 605               | 57200       | 57093      |
| Frauenberg                 | 550               | 57200       | 57234      |
| Grosbliederstroff          | 3 311             | 57520       | 57260      |
| Grundviller                | 672               | 57510       | 57263      |
| Guebenhouse                | 402               | 57510       | 57264      |
| Hambach                    | 2 762             | 57910       | 57289      |
| Hundling                   | 1 350             | 57990       | 57340      |
| Ippling                    | 759               | 57990       | 57348      |
| Lixing-lès-Rouhling        | 915               | 57520       | 57408      |
| Loupershouse               | 966               | 57510       | 57419      |
| Neufgrange                 | 1 423             | 57910       | 57499      |
| Rémelfing                  | 1 423             | 57200       | 57568      |
| Rouhling                   | 2 037             | 57520       | 57598      |
| Sarreinsming               | 1 293             | 57905       | 57633      |
| Wiesviller                 | 1 019             | 57200       | 57745      |
| Wittring                   | 801               | 57905       | 57748      |
| Wœlfling-lès-Sarreguemines | 713               | 57200       | 57750      |
| Woustviller                | 3 260             | 57915       | 57752      |
| Zetting                    | 854               | 57905       | 57760      |

## Démographie
| 1962   | 1968   | 1975   | 1982   | 1990   | 1999   | 2011   |
| ------ | ------ | ------ | ------ | ------ | ------ | ------ |
| 19 158 | 20 275 | 21 118 | 22 747 | 24 073 | 25 772 | 26 737 |